# Volcán Darwin
El Volcán Darwin también llamado antes Monte Williams, es un volcán situado en el Ecuador específicamente en la isla Isabela del archipiélago de las islas Galápagos. Se trata de un volcán en escudo coronado por una caldera cuya última erupción se produjo en 1813, el volcán es simétrico con 5 km de ancho en su caldera cumbre que está casi cubierta por flujos de lava. Fue llamado así por el célebre naturalista Charles Darwin. 